# 特雷韦
特雷韦（法語：Trévé，法語發音：[tʁeve]）是法国阿摩尔滨海省的一个市镇，位于该省南部，属于圣布里厄区。

## 地理
特雷韦（48°12'48"N, 2°47'44"W）面积26.63 平方千米，位于法国布列塔尼大區阿摩尔滨海省，该省份为法国西北部沿海省份，位于布列塔尼半岛北部，北濒大西洋英吉利海峡，西接菲尼斯泰尔省，南至莫尔比昂省，东临伊勒-维莱讷省。
与特雷韦接壤的市镇（或旧市镇、城区）包括：格拉斯于泽勒、卢代阿克、拉莫特、圣卡拉代克、圣泰洛。

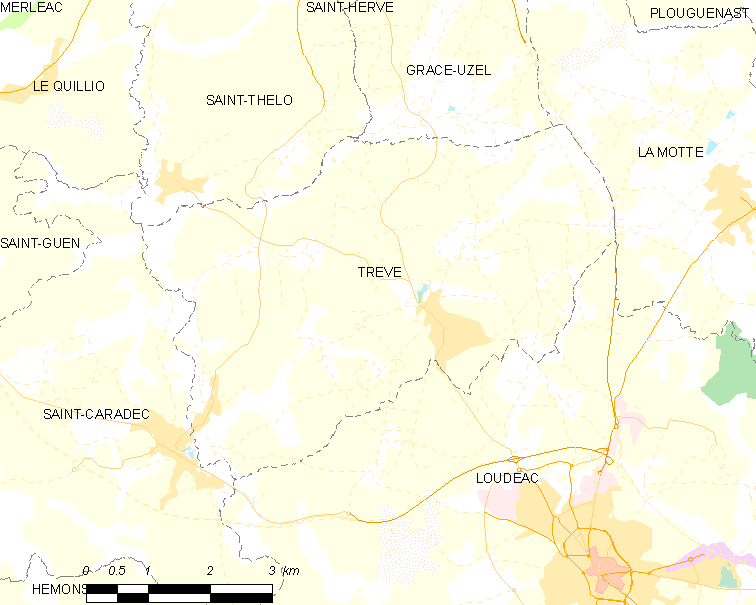
特雷韦的OSM定位图

特雷韦的时区为UTC+01:00、UTC+02:00（夏令时）。

## 行政
特雷韦的邮政编码为22600，INSEE市镇编码为22376。

## 政治
特雷韦所属的省级选区为盖莱当县。

## 人口

1962-2008年间特雷韦人口变化图示

特雷韦于2022年1月1日时的人口数量为1680人。